# سيدي أحمد (ولاية سعيدة)
توجد بلدية سيدي أحمد ولاية سعيدة تحدها شمالا بلدية عين الحجر وغربا بلدية مولاي لعربي وشرقا بلدية الحساسنة والمعمورة وهي بلدية تعدادها السكاني حوالي 16000 نسمة يمارس الزراعة كمصدر أساسي 

## المساحة والسكان والمناخ والأنشطة
تبلغ مساحتها 1500 كلم مربع وعدد سكانها حوالي 16000 نسمة حسب إحصاءات سنة 2013م. وهي من أقدم بلديات ولاية سعيدة. تتميزالبلدية بالطابع الفلاحي وهي بوابة الصحراء. أما المناخ، فتقل فيها الأمطار، وجوها بارد في فصل الشتاء وحار في فصل الصيف. يعتمد سكانها على تربية المواشي. أما في مجال الصناعة فيوجد بها مصنع تكرير البترول ومصنع الحلفاء ومصنع ماء سفيد وسكك الحديدية وطريق رقم 6. كما أن فيها مؤسسات تربوية وآثارالخربة في المقران وقلعة بني راشد بقرية بوراشد وتنقسم إلى 8 قرى وهي قرية بوراشد وقرية المعليف وقرية ولاد جلول وقرية تمطلاس وقرية سفيد وقرية تافراوة وقرية خلف الله وقرية مرغاد

## تاريخ
شاركت البلدة في معركة الخلافة بغابة سيدي موسى. وتم تفجير سكك الحديد فيها مرتين من طرف الشهيد عتيق جلالي الأولى في منطقة البيضة وتانية قريبة من قرية خلف الله.